# Иварсёй, Гейр
Гейр Иварсёй (норв. Geir Ivarsøy; 27 июня 1957 — 9 марта 2006) — норвежский программист, был ведущим разработчиком в компании Opera Software, известной своим браузером Opera. Он и Йон Стефенсон фон Течнер работали вместе в исследовательском подразделении телефонной компании Telenor, где они разрабатывали программное обеспечение под названием MultiTorg Opera. Telenor закрыла проект, но в 1995 году Гейр и Йон выкупили права на своё детище, сформировали компанию и продолжили работу над браузером.
Сейчас данный проект известен как Opera. Персонал Opera Software пополнился более чем 500 работниками с момента переезда в Осло.
На собрании членов правления в январе 2004, Гейр Иварсёй заявил об уходе из членов правления Opera Software, хотя и после этого активно участвовал в развитии компании. В июле 2005 года он был избран в члены номинационного комитета компании.
Гейр умер 9 марта 2006 года после продолжительной борьбы с раком. На странице «О программе» браузера Opera (начиная с 9-й версии) размещено посвящение — «Памяти Гейра Иварсёй (Geir Ivarsøy)».